# Франческо Фарнезе (1678 – 1727)
Вижте пояснителната страница за други личности с името Франческо Фарнезе.
Франческо Фарнезе (на италиански: Francesco Farnese; * 19 май 1678, Парма, Херцогство Парма, Пиаченца и Гуастала; † 26 май 1727, Пиаченца, пак там) от рода Фарнезе е 7-ми херцог на Парма и Пиаченца от 1694 до 1727 г.

## Произход
Син е на Ранучо II Фарнезе ̈(* 1630, † 1694), херцог на Парма и Пиаченца, и на втората му съпруга Мария д’Есте (* 1644, † 1684), дъщеря на Франческо I д’Есте, херцог на Модена и Реджо, и на първата му съпруга Мария Катерина Фарнезе. Има един брат:
- Антонио (* 1679 † 1731), последен херцог херцог на Парма и Пиаченца от рода Фарнезе, съпруг на Енриета д’Есте

Има и един полубрат и една полусестра от първия брак на баща си, починали като новородени, и един полубрат и две полусестри от втория му брак, сред които Маргерита Мария Фарнезе, чрез брак херцогиня на Модена и Реджо

## Биография

### Херцог на Парма и Пиаченца
Той наследява баща си в управлението на Херцогство Парма и Пиаченца само на 16 години през декември 1694 г.Той е срамежлив и заекващ, но надарен с жива интелигентност и политическата безскрупулност на всичките величия от семейството.
През май 1695 г. получава клетва от градовете Парма и Пиаченца и на свой ред изпраща делегация в Рим, за да поднови клетвата пред папата, който го утвърждава в позицията на гонфалониер на Църквата.
Финансовото състояние на херцогството му е катастрофално. За да се опита да го поправи, Франческо съкращава всички ненужни разходи на двора, като уволнява повечето слуги, музиканти, шутове и джуджета. Той също премахва представленията, дворцовите партита и банкетите.
За допълнително влошаване на ситуацията са и клаузите на Договора от Торино и Договора от Виджевано от 1696 г., които принуждават херцогството да поддържа германските войски, разположени в неговите крепости.
Първото дипломатическо изпитание за херцога е конференцията в Рейсвейк от 1697 г., на която той изпраща маркиз Пиер Мария Дала Роза със задачата отново да пледира за каузата на Херцогство Кастро. Но силите не искат да се справят с проблема, който смятат за твърде локален, и емисарят на херцога успява да участва само маргинално в конференцията.

### Брак
На 7 септември 1696 г., за да не върне зестрата и да остане обвързан с Хабсбургите, той се жени за вдовицата на полубрат си Одоардо II, Доротея София фон дер Пфалц.

### Свещен военен константинов орден на Св. Георги
През януари 1698 г., за да повиши престижа на фамилията, Франческо поисква прехвърлянето в негова полза на Великия магистерий на Свещения военен константинов орден на Свети Георги, който се държи от дон Джовани Андреа Анджело Флавио Комено, принц на Македония, граф на Дриваст и Драч. Преминаването е ратифицирано с апостолическото писмо "Sincerae fidei" от 24 октомври от папа Инокентий XII. Инвеститурата на новия Велик магистър се състои тържествено през 1700 г. в църквата „Санта Мария дела Стеката“ в Парма, която оттогава става седалище на ордена.

### Война за испанското наследство
След смъртта на краля на Испания Карлос II през 1700 г. възниква проблемът с неговото наследяване. Това води до Войната за испанското наследство. Естествено сблъсъкът се провежда и в Италия и по-точно на териториите на Херцогство Парма и Пиаченца. Херцогът трябва да подготви някои военни контингенти и поисква конкретна помощ от Църквата. Папата обаче не иска да се излага пред никоя от воюващите страни и считайки херцогството за територия на своето влияние, препоръчва неутралитет и поисква знамената му да бъдат издигнати над херцогските градове. В тази ситуация Франческо решава да последва съвета на папата и успява да остане на еднакво разстояние от страните, опитвайки се да получи обезщетение, което никога не е събрано, за германските окупации, и в същото време отдава почит на командващия френско-испанските войски Луи Жозеф дьо Бурбон-Вандом, който е пристигнал в Италия. Когато се завръща във Франция през 1706 г., той взема със себе си Джулио Алберони, презвитера на херцогството, емисар на херцог Франческо във френската армия от 1702 г. насам. През тези години Алберони винаги защитава земята си и продължава да го прави, дори докато остава на служба във Франция и Испания.
Въпреки френското оттегляне императорските войски продължават да бъдат разквартирувани в херцогските територии за сметка на херцога, който на 14 декември 1706 г. трябва да плати 140 000 флорина за издръжката на войските на принц Евгений Савойски-Каринян. Светият престол забранява на херцога да плаща, но той в тази ситуация не може да направи нищо друго.
През 1709 г. Императорът му дава инвеститурата на неговите градове като имперски феоди. Франческо никога не приема тази ситуация, която се променя през 1711 г. със смъртта на императора, който е наследен от Карл VI Хабрбург, който оставя испанския трон на Филип V.

### Съюз с Испания
След като херцогът на Вандом умира, кардинал Алберони е назначен за представител на херцога на Парма в Мадрид и е направен граф. В рамките на европейската политика силите сега търсят намаляване на империята в полза на Испания: семейство Фарнезе също участва в тази перспектива и, присъствайки на Утрехтския мирен договор през 1713 г., се завръща, за да напразно претендира за Кастро и Рончильоне.
Италия обаче е принесена в жертва на австрийския олтар. Тъй като съпругата на Филип V е починала, Алберони, подпомаган от принцеса дьо Урсен – французойка от Орсини, убеждава испанския крал да се ожени за Изабела Фарнезе, доведената дъщеря и племенница на херцога, дъщеря на Доротея София и Одоардо II. Подсилен до този момент от испанската подкрепа, херцогът започва силно антиавстрийска политика, която поражда злополучните испански начинания в Сардиния и Сицилия, които водят до експулсирането на Алберони.
През 1717 г. херцогът участва във венецианската война срещу турците, като изпраща константинов полк в Далмация. Полкът се бие храбро до края на войната.
Най-големите притеснения на Франческо обаче са липсата на наследници и нежеланието на брат му Антонио да се ожени, така че след Хагския мир и Договора от Лондон от 1718 г. той номинира Карлос III, син на Изабела и Филип V, за свой наследник, на което се противопоставят както папата, така и императорът.

### Смърт
За да консолидира антиавстрийския фронт, фарнезианската дипломация се опитва да разреши несъгласието между Франция и Испания, но преди да успее да завърши работата, 49-годишният Франческо умира на 26 февруари 1727 г. поради наследствената болест на семейството: затлъстяването. Той няма потомци. След смъртта му херцогството преминава у брат му Антонио.

### Равносметка на неговото управление
Неговото управление е просветено. Той търси мир на всяка цена, ограничава разноските на двора, за да не натоварва народа си с данъци, облагодетелства анона и разпределя данъчното бреме по-справедливо. Строи хидравлична конструкция, за да защити град Пиаченца от ерозията на река По. Подкрепя разширяването на университета в Парма и Колежа на благородниците, като насърчава изучаването на публично право, история, езици и география. Той също така е меценат на художници, писатели, музиканти и драматурзи. През 1712 г. започва ремонтните работи на крепостта в Колорно, които са завършени през 1730 г. 

## Брак и потомство
∞ 7 декември 1696 за Доротея София фон дер Пфалц (* 5 юли 1670, Нойбург, † 15 септември 1748, Парма), дъщеря на курфюрст Филип Вилхелм и вдовица на полубрат му Одоардо II, от кощто няма деца.